# Kadischen (Elsteraue)

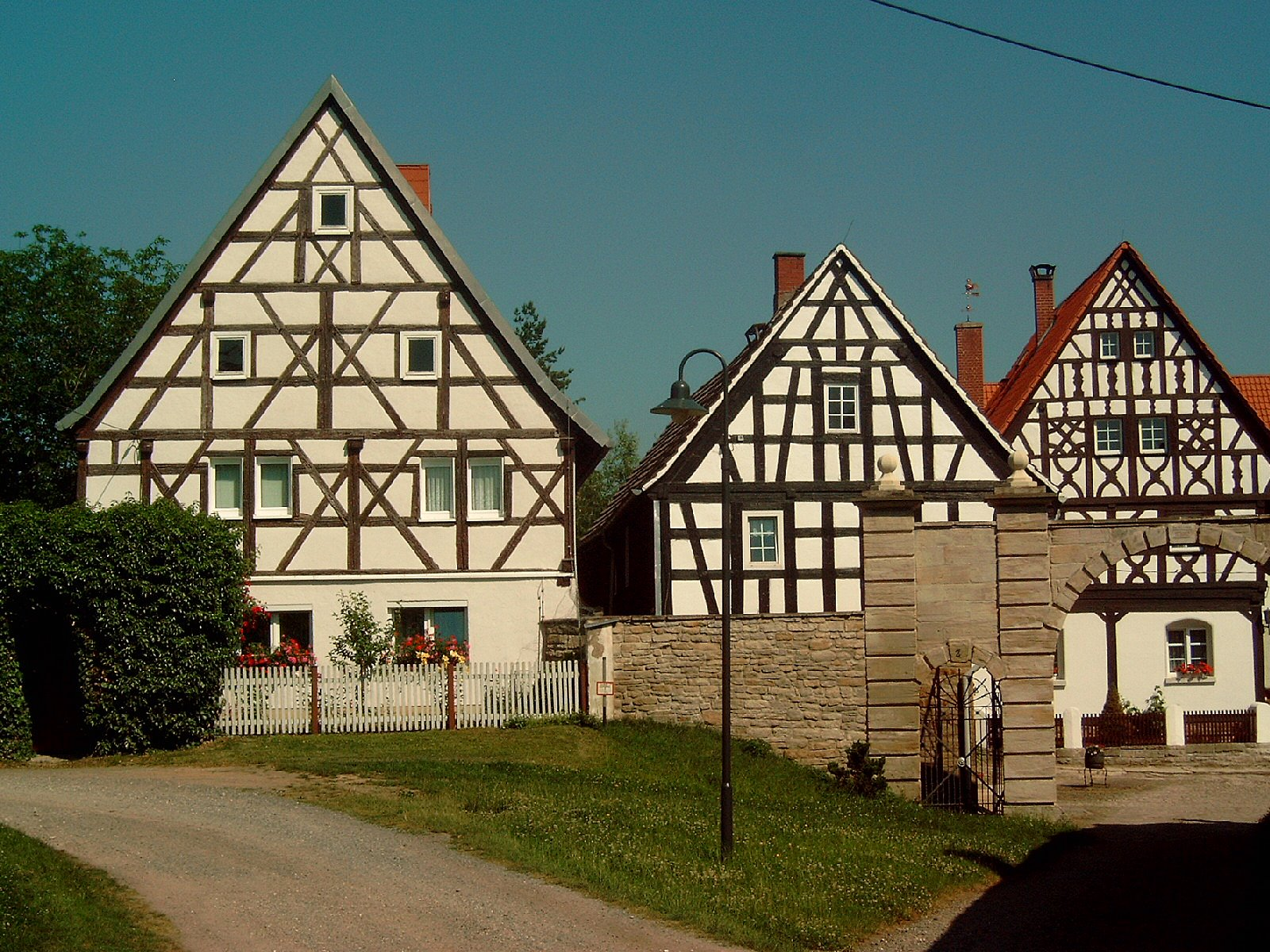
Fachwerkhäuser im Tröglitzer Ortsteil Kadischen (2006)

Kadischen ist ein Ortsteil von Tröglitz innerhalb der Gemeinde Elsteraue im Burgenlandkreis in Sachsen-Anhalt.

## Geschichte
Die Ortschaft wurde erstmals urkundlich in einem Zehntregister an das Kloster St. Stephan Zeitz mit Datum vom 1. April 1154 erwähnt. In Kadischen befand sich ein Rittergut, das Gutshaus existiert noch heute. Das Dorf hatte kein eigenes Gotteshaus. Eingepfarrt war die Siedlung im rund 1500 m entfernten Kirchdorf Gleina. Weltlich unterstand Kadischen dem Amt Zeitz, bevor es 1818 mit sechs Hofstellen und 30 Einwohnern dem neu gebildeten Landkreis Zeitz zugeteilt wurde. Die Gemeinde war uneingeschränkt landwirtschaftlich geprägt. Das Gelände wurde als kupiert mit sehr fruchtbarem Boden klassifiziert.
Um 1910 lebten in Kadischen 29 Personen, deren Anzahl bis 1925 auf 44 stieg. Am 1. April 1939 wurde Kadischen in die Gemeinde Gleina eingegliedert. Mit Wirksamkeit zum 20. Juli 1950 folgte der Zusammenschluss der Orte Gleina und Tröglitz zur Gemeinde Tröglitz.

## Gegenwart
Die Gemeinde Tröglitz schloss sich mit ihren Ortsteilen zum 1. Juni 2003 mit der Gemeinde Elsteraue zusammen. Der gesamte historische Ortskern in Kadischen sowie zwei Bauernhöfe und drei Fachwerkhäuser stehen unter Denkmalschutz.